# Bill Paxton
Bill Paxton, all'anagrafe William Archibald Paxton (Fort Worth, 17 maggio 1955 – Los Angeles, 25 febbraio 2017), è stato un attore, regista e produttore cinematografico statunitense.

## Biografia
Giovanissimo, si trasferì a Los Angeles, dove iniziò a lavorare nel mondo del cinema, con piccoli lavori come trovaroba per il regista Roger Corman. Successivamente studiò a New York, alla New York University. Il suo esordio come attore avvenne nel 1975, nel film Crazy Mama di Jonathan Demme. Scrisse, diresse e produsse dei cortometraggi, come Fish Heads. Nel 1984 recitò in Strade di fuoco e ottenne un piccolo ruolo in Terminator di James Cameron, con il quale lavorò anche in Aliens - Scontro finale (1986). Nel 1985 recitò nella commedia La donna esplosiva con Robert Downey Jr., in Commando con Arnold Schwarzenegger e in Predator 2. Interpretò il vampiro Severen nel film Il buio si avvicina (1987) di Kathryn Bigelow.
La consacrazione arrivò nel 1991 con il film Qualcuno sta per morire, quindi con Boxing Helena e Tombstone, entrambi del 1993. Iniziò una serie fortunata di pellicole come True Lies (1994), Una cena quasi perfetta (1995), fino all'interpretazione di Fred Haise in Apollo 13 (1995), Conflitti del cuore (1996) con Shirley MacLaine e Jack Nicholson, Twister (1996) fino al pluripremiato Titanic (1997). Nel 2000 lavorò in U-571 e in Vertical Limit, mentre nel 2001 esordì come regista con Frailty - Nessuno è al sicuro.
Dopo aver preso parte ai film Spy Kids 2 - L'isola dei sogni perduti (2002) e Missione 3D - Game Over (2003), nel 2006 diresse il suo secondo lungometraggio, intitolato Il più bel gioco della mia vita. Dal 2006 al 2011 fu protagonista della serie televisiva Big Love, nel ruolo di un poligamo con tre mogli e sette figli.
Morì il 25 febbraio 2017, a 61 anni, per un ictus sopraggiunto undici giorni dopo un intervento chirurgico all'aorta. L'attore aveva da poco finito di prendere parte alla serie televisiva Training Day.

## Vita privata
Sposato nel 1979 con l'attrice Kelly Lynn Rowan, divorziò nove mesi dopo. Dal 1987 fino alla morte è stato sposato con Louise Newbury, dalla quale ha avuto due figli.

## Filmografia

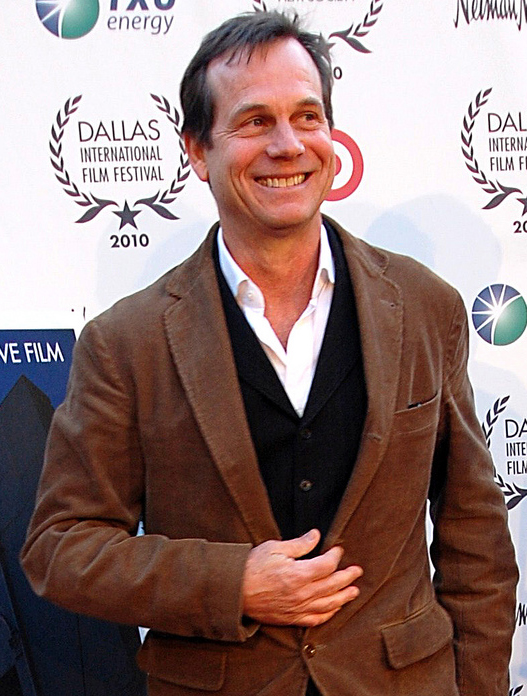
Bill Paxton al Dallas International Film Festival 2010

### Attore

#### Cinema
- Crazy Mama, regia di Jonathan Demme (1975) - non accreditato
- Night Warning, regia di William Asher (1981)
- Stripes - Un plotone di svitati (Stripes), regia di Ivan Reitman (1981)
- Cavalli di razza (The Lords of Discipline), regia di Franc Roddam (1983)
- Strade di fuoco (Streets of Fire), regia di Walter Hill (1984)
- Terminator (The Terminator), regia di James Cameron (1984)
- La donna esplosiva (Weird Science), regia di John Hughes (1985)
- Commando, regia di Mark L. Lester (1985)
- Aliens - Scontro finale (Aliens), regia di James Cameron (1986)
- Il buio si avvicina (Near Dark), regia di Kathryn Bigelow (1987)
- Assalto al network (Pass the Ammo), regia di David Beaird (1987)
- Slipstream, regia di Steven Lisberger (1989)
- Vendetta trasversale (Next of Kin), regia di John Irvin (1989)
- Brain Dead, regia di Adam Simon (1990)
- Navy Seals - Pagati per morire (Navy Seals), regia di Lewis Teague (1990)
- Punto d'impatto (The Last of the Finest), regia di John Mackenzie (1990)
- Predator 2, regia di Stephen Hopkins (1990)
- Destino trasversale (The Dark Backward), regia di Adam Rifkin (1991)
- I trasgressori (Trespass), regia di Walter Hill (1992)
- Il cannibale metropolitano (The Vagrant), regia di Chris Walas (1992)
- Qualcuno sta per morire (One False Move), regia di Carl Franklin (1992)
- Ritorno a Tamakwa - Un'estate indiana (Indian Summer), regia di Mike Binder (1993)
- Boxing Helena, regia di Jennifer Lynch (1993)
- Tombstone, regia di George Pan Cosmatos (1993)
- Monolith - Impatto mortale (Monolith), regia di John Eyres (1993)
- Frank & Jesse, regia di Robert Boris (1994)
- True Lies, regia di James Cameron (1994)
- Apollo 13, regia di Ron Howard (1995)
- Una cena quasi perfetta (The Last Supper), regia di Stacy Title (1995)
- Conflitti del cuore (The Evening Star), regia di Robert Harling (1996)
- Twister, regia di Jan de Bont (1996)
- Svolta pericolosa (Traveller), regia di Jack Green (1997)
- Titanic, regia di James Cameron (1997)
- Il grande Joe (Mighty Joe Young), regia di Ron Underwood (1998)
- Soldi sporchi (A Simple Plan), regia di Sam Raimi (1998)
- U-571, regia di Jonathan Mostow (1999)
- Vertical Limit, regia di Martin Campbell (2000)
- Frailty - Nessuno è al sicuro (Frailty), regia di Bill Paxton (2001)
- Spy Kids 2 - L'isola dei sogni perduti (Spy Kids 2: Island of Lost Dreams), regia di Robert Rodriguez (2002)
- Ghosts of the Abyss, regia di James Cameron (2003)
- Missione 3D - Game Over (Spy Kids 3-D: Game Over), regia di Robert Rodriguez (2003)
- Resistance, regia di Todd Komarnicki (2003)
- Vacanze di sangue (Club Dread), regia di Jay Chandrasekhar (2004)
- Haven, regia di Frank E. Flowers (2004)
- Thunderbirds, regia di Jonathan Frakes (2004)
- The Good Life, regia di Steve Berra (2007)
- Knockout - Resa dei conti (Haywire), regia di Steven Soderbergh (2011)
- Shanghai Calling, regia di Daniel Hsia (2012)
- The Colony, regia di Jeff Renfroe (2013)
- Red Wing, regia di Will Wallace (2013)
- Cani sciolti (2 Guns), regia di Baltasar Kormákur (2013)
- Million Dollar Arm, regia di Craig Gillespie (2014)
- Edge of Tomorrow - Senza domani (Edge of Tomorrow), regia di Doug Liman (2014)
- Lo sciacallo - Nightcrawler (Nightcrawler), regia di Dan Gilroy (2014)
- Tempo limite (Term Life), regia di Peter Billingsley (2016)
- Mean Dreams, regia di Nathan Morlando (2016)
- The Circle, regia di James Ponsoldt (2017)

#### Televisione
- The Six O'Clock Follies – serie TV, 1 episodio (1980)
- Great Day, regia di Michael Preece – film TV (1983)
- Deadly Lessons, regia di William Wiard – film TV (1983)
- Obitorio (Mortuary), regia di Howard Avedis – film TV (1983)
- The Atlanta Child Murders – miniserie TV, 2 episodi (1985)
- Una gelata precoce (An Early Frost), regia di John Erman – film TV (1985)
- Fresno – miniserie TV, 4 episodi (1986)
- Miami Vice - serie TV, episodio 3x10 (1986)
- I viaggiatori delle tenebre – serie TV, 1 episodio (1987)
- I racconti della cripta – serie TV, 1 episodio (2003)
- La guerra dei bugiardi (A Bright Shining Lie), regia di Terry George – film TV (1998)
- Big Love – serie TV, 53 episodi (2006-2011)
- Hatfields & McCoys, regia di Kevin Reynolds – miniserie TV (2012)
- Agents of S.H.I.E.L.D. – serie TV, 7 episodi (2014)
- Texas Rising – miniserie TV, 5 episodi (2015)
- The Gamechangers, regia di Owen Harris – film TV (2015)
- Training Day – serie TV, 13 episodi (2017)

### Doppiatore
- Frasier – serie TV, 1 episodio (2003)
- Pixies, regia di Sean Patrick O'Reilly (2015)

### Regista
- Fish Heads – cortometraggio (1982)
- Frailty - Nessuno è al sicuro (Frailty, 2001)
- Il più bel gioco della mia vita (The Greatest Game Ever Played, 2005)
- Tattoo – cortometraggio (2011)

### Produttore
- Fish Heads, regia di Bill Paxton - cortometraggio (1982)
- Svolta pericolosa (Traveller), regia di Jack Green (1997)
- The Good Life, regia di Steve Berra (2007)
- Parkland, regia di Peter Landesman (2013)

## Doppiatori italiani
Nelle versioni in italiano delle opere in cui ha recitato, Bill Paxton è stato doppiato da:
- Tonino Accolla in True Lies, Conflitti del cuore, Svolta pericolosa, Titanic, Ghosts of the Abyss
- Fabrizio Pucci in Soldi sporchi, La guerra dei bugiardi, Haven, Big Love, Agents of S.H.I.E.L.D.
- Francesco Prando in Predator 2, Spy Kids 2 - L'isola dei sogni perduti, Missione 3D - Game Over, Texas Rising
- Angelo Maggi in Punto d'impatto, U-571, Thunderbirds, Hatfields & McCoys
- Massimo De Ambrosis in Vendetta trasversale, The Circle
- Vittorio De Angelis in Ritorno a Tamakwa - Un'estate indiana, Apollo 13
- Gianluca Tusco in Miami Vice, Il grande Joe
- Marco Guadagno in Strade di fuoco
- Claudio Trionfi in Terminator
- Pierluigi Astore in Slipstream
- Gianni Williams in La donna esplosiva
- Vittorio Amandola in Commando
- Marco Mete in Una gelata precoce
- Stefano De Sando in Aliens - Scontro finale
- Luciano Marchitiello in Il buio si avvicina
- Antonello Governale ne I racconti della cripta
- Nino Prester in Navy Seals - Pagati per morire
- Gerolamo Alchieri in Destino trasversale
- Lorenzo Macrì in I trasgressori
- Stefano Benassi in Il cannibale metropolitano
- Massimo Rossi in Qualcuno sta per morire
- Massimiliano Manfredi in Boxing Helena
- Stefano Mondini in Tombstone
- Carlo Marini in Una cena quasi perfetta
- Enrico Di Troia in Twister
- Roberto Chevalier in Vertical Limit
- Alberto Angrisano in Frailty - Nessuno è al sicuro
- Francesco Pannofino in Vacanze di sangue
- Ennio Coltorti in Knockout - Resa dei conti
- Claudio Moneta in The Colony
- Angelo Nicotra in Cani sciolti
- Edoardo Siravo in Million Dollar Arm
- Dario Oppido in Edge of Tomorrow - Senza domani
- Franco Mannella in Lo sciacallo - Nightcrawler
- Roberto Fidecaro in Tempo limite
- Pasquale Anselmo in Training Day